# Старобутовка
Старобутовка (укр. Старобутівка) — село в Сосницком районе Черниговской области Украины. Население 12 человек. Занимает площадь 0,15 км².
Код КОАТУУ: 7424981005. Почтовый индекс: 16152. Телефонный код: +380 4655.

## Власть
Орган местного самоуправления — Бутовский сельский совет. Почтовый адрес: 16152, Черниговская обл., Сосницкий р-н, с. Бутовка, ул. 1-го Мая, 44.